# 노재명
노재명은 대한민국의 국악 전문가이다. 2001년 7월 7일에 국악음반박물관을 설립하였다. 국악음반박물관은 국내에서 최대인 국악 음반 6만 3000여점을 보유하고 있다.

## 저서
- 《판소리 음반 걸작선》
- 《배뱅이굿》
- 《꽃피는 중고제 판소리》
- 《판소리 음반 사전》